# Journal on European History of Law
Journal on European History of Law (Časopis za europsku pravnu povijest) je znanstveni časopis koji izlazi dva puta godišnje sa znanstvenim radovima i prilozima na engleskom i njemačkom jeziku. Časopis je usmjeren na pravne povjesničare i na romaniste iz svih europskih zemalja koji žele podijeliti rezultate svojeg znanstvenog rada. Pored toga, u časopisu se također objavljuju prikazi knjiga iz područja pravne povijesti te iz srodnih znanstvenih grana. Časopis izlazi od 2010. godine. 
Časopis izdaje STS Science Centre Ltd, smješten u Londonu, a časopisom upravlja Europsko društvo za pravnu povijest. Izdavanje časopisa je u nadležnosti uredničkog odbora, a svi znanstveni radovi podlježu postupku recenzije. Časopis se referira u znanstvenoj bazi ERIH PLUS. ISSN 2042-6402.

## Mrežne stranice
- Journal on European History of Law  Arhivirana inačica izvorne stranice od 9. studenoga 2014. (Wayback Machine) na mrežnoj stranici STS Science Centre Ltd. (en.)
- Journal on European History of Law na mrežnoj stranici   The European Society for History of Law (češ.)

## Sadržaj i puni tekst članaka
- Central and Eastern European Online Library  Arhivirana inačica izvorne stranice od 13. studenoga 2013. (Wayback Machine)- odabrani članci dostupni za preuzimanje (en.)